# Кувалдін Олександр Вікторович
Олександр Вікторович Кувалдін (рос. Александр Викторович Кувалдин; 16 березня 1974, м. Москва, СРСР) — радянський/російський хокеїст, правий нападник. Майстер спорту міжнародного класу. 
Вихованець хокейної школи СДЮШОР «Динамо» (Москва). Виступав за: «Динамо» (Москва), ХК МВД, «Хімік» (Воскресенськ).
У складі національної збірної Росії (з 1998) провів 12 матчів (3 голи); учасник чемпіонату світу 2001.
Один із перспективних російських хокеїстів другої половини 1990-х років. Темпераментний, вибуховий, пробивний завдяки моці і фізичній силі, володів нестандартною обводкою і сильним кистьовим кидком.
З вересня 1999 року — студент Російської державної академії фізичної культури. 
Досягнення
- Чемпіон МХЛ (1995)
- Володар Кубка МХЛ (1995, 1996)
- Фіналіст Кубка Росії (1998)
- Фіналіст Євроліги (1997—1999).